# Holenspin
De holenspin (Nesticus cellulanus) is een spinnensoort uit de familie van de holenspinnen (Nesticidae). De wetenschappelijke naam van de soort werd, als Araneus cellulanus, in 1758 gepubliceerd door Carl Alexander Clerck.
De holenspin vertoont veel overeenkomsten met de kogelspinnen, een familie waar ze vroeger in werden geplaatst. Het achterlijf is dan ook bijna kogelrond en aan de binnenkant van de tarsen van de achterpoten bevindt zich een rijtje korte borstelharen. Ook het web lijkt op dat van de kogelspinnen. De holenspin is de enige in Nederland inheemse holenspin.

## Kenmerken
Het vrouwtje wordt 4 tot 5,5 mm lang, het mannetje 3,7 tot 4,5 mm. Het is een bleekgeel spinnetje met onduidelijke donkere vlekken op het lichaam. Het kopborststuk heeft een typische 'zandloper-tekening' en is op grond daarvan te herkennen. De poten zijn lang, stekelloos en donkerbruin gebandeerd. De onderkant van de cheliceren is getand, zodat de spin zijn prooi sneller kan doden.

## Verspreiding
De spin heeft een holarctische verspreiding.

## Levenswijze
De holenspin komt vooral voor in beschutte ruimtes, zoals kelders en grotten, maar kan ook op muren of zelfs in bossen aangetroffen worden. Zoals bij vele in grotten levende dieren treedt er ook verminderde pigmentering en degeneratie van de ogen op. Ze bouwen een slordig web waarvan er draden naar de grond gesponnen worden. Aan deze zogenoemde vangdraden zit een soort kleefstof. Als een prooidier deze kleefstof aanraakt, dan merkt de ondersteboven hangende spin dat en gaat er langzaam op af. Hij spuwt spinstof op de prooi en wikkelt zijn prooi daarmee in, pas daarna bijt de spin. Ook de wielwebspinnen en kogelspinnen maken gebruik van deze methode. De paring vindt hangend aan het web plaats met duidelijke hofmakerij: de spinnen maken kloppende bewegingen met de voorpoten. Het vrouwtje draagt de geelbruine eicocon aan de spintepels met zich mee, totdat de jonge spinnetjes zich uit hun eitjes hebben gewerkt.